# Omphale flavicephala
Omphale flavicephala är en stekelart som beskrevs av Christer Hansson 1996. Omphale flavicephala ingår i släktet Omphale och familjen finglanssteklar. Inga underarter finns listade i Catalogue of Life.